# Gulkropp

Förändringar som sker i ovarierna mellan ägglossningar.

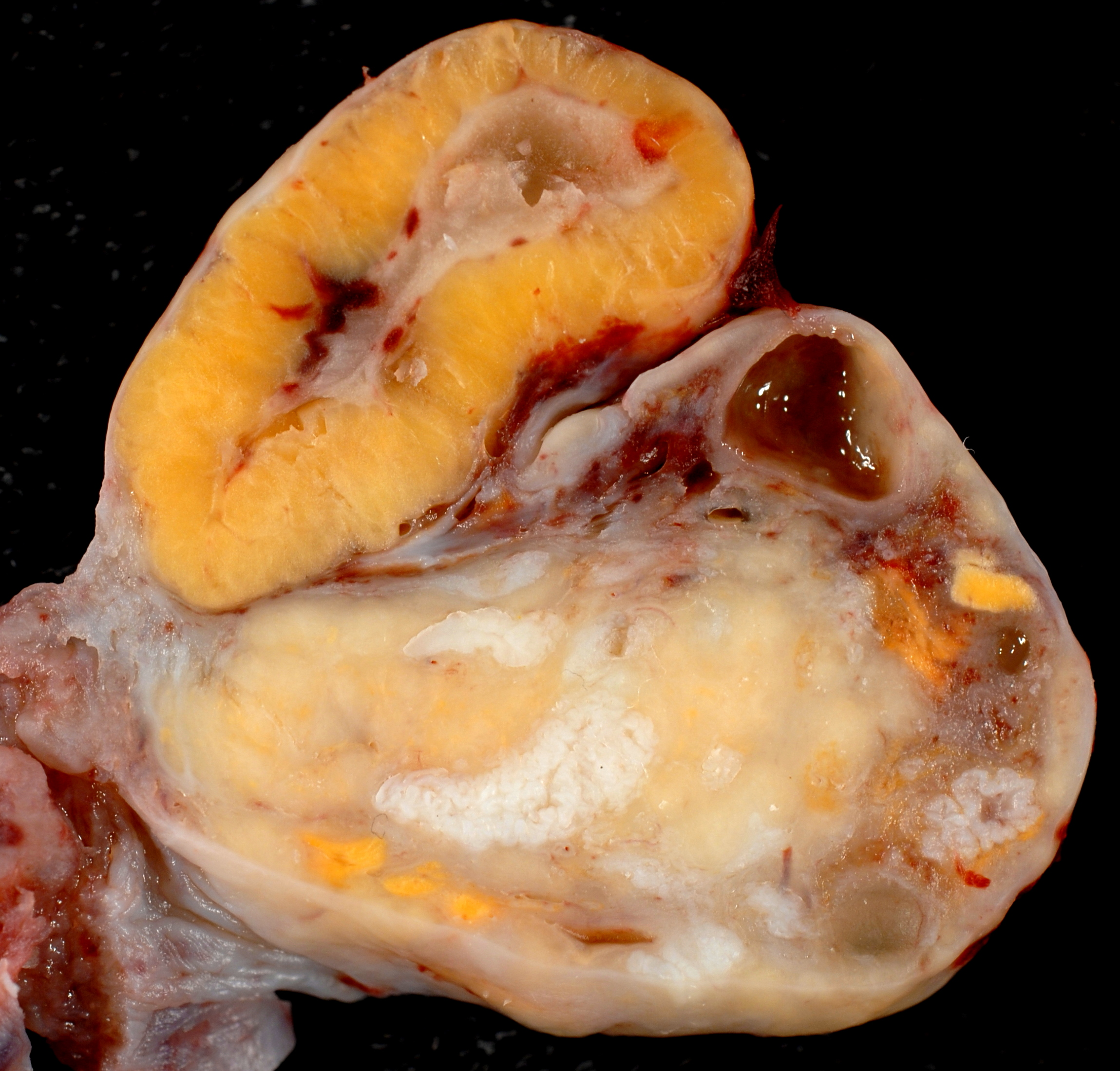
En human gulkropp i tvärsnitt.

En gulkropp, eller corpus luteum på latin, är en liten och tillfällig endokrin struktur i äggstockarna hos däggdjur. Gulkroppen bildas av det som är kvar av äggblåsan när denna släppt ifrån sig sin äggcell vid ägglossningen. Ägget vandrar via äggledarna till livmodern, men gulkroppen blir kvar i äggstocken. 
Gulkroppen utsöndrar steroidhormonerna östrogen och progesteron, vilka reglerar förtjockningen av livmoderslemhinnan, endometrium, för att kunna ta emot ett befruktat ägg respektive att hålla det kvar. Om ägget blir befruktat utsöndrar embryots korion humant koriongonadotropin (hCG), vilket stimulerar gulkroppen att fortsätta producera progesteron, vilket håller kvar slemhinnan i livmodern och ger en miljö med många blodkärl där det befruktade ägget kan utvecklas. Under graviditeten bildar den också relaxin. Från och med detta stadium kallas gulkroppen corpus luteum graviditatis. Om kroppen vid detta skede får prostaglandiner leder detta till att gulkroppen bryts ner och progesteronproduktionen upphör, vilket resulterar i att livmoderslemhinnan och embryot/fostret stöts ut. Detta är en av de metoder som används för att framkalla abort.
Om ägget inte blir befruktat, och det alltså inte finns ett embryo att utsöndra hCG, slutar gulkroppen utsöndra progesteron och bryts ner. Hos människan sker detta efter cirka tolv dagar. Gulkroppen degenererar sedan till en corpus albicans, en fibrotisk ärrvävnad. När halterna av progesteron sjunker avstöts slemhinnan och leder till menstruation (hos människa och människoapor) eller återupptas av den omgivande vävnaden (hos övriga däggdjur).